# عبد اللطيف علي فتح الله
عبد اللطيف علي فتح الله  هو عبد اللطيف بن علي بن عبد الكريم بن عبد اللطيف بن زين الدين بن محمد فتح الله الحنفي البيروتي ثم الدمشقي الشهير بمفتي ولاية بيروت في 1830م، وقاضيها الشرعي في 1832م.

## سيرته
ولد علي فتح الله في أواخر القرن الثامن عشر الميلادي وتلقى علومه الشرعية مبكرًا، ثم انتقل إلى دمشق ليعمل مدرسًا للغة العربية والعلوم الشرعية، في مدرسة الباذرائية، فإشتهر أقليميًا بسبب علومه وثقافته، ما ساعده للتقرب من والي الشام آنذاك أحمد باشا الجزار، حيث اصدر الجزار مرسومًا سلطانيًا بتعين علي فتح الله مفتيًا لولاية بيروت سنة 1830م، وقاضيها الشرعي سنة 1832م.

## وفاته
توفي علي فتح الله في ولاية بيروت، سنة 1844م.